# Fritt fall (film, 2023)
Fritt fall (originaltitel: Anatomie d'une chute) är en fransk thriller och dramafilm från 2023. Filmen är regisserad av Justine Triet efter ett manus skrivet av Arthur Harari och Justine Triet.
Filmen hade biopremiär i Sverige den 22 september 2023, utgiven av TriArt Film, och belönades med en Oscar för bästa originalmanus vid under Oscarsgalan 2024.

## Handling
Filmen kretsar kring den tyska författaren Sandra som sedan ett år tillbaka bor tillsammans med sin man Samuel och deras synskadade son i en liten by i de franska alperna. När Samuel hittas död utanför huset vet inte polisen om det är en olycka, ett mord eller självmord. Sandra blir dock åtalad för mordet på sin man och rättegången visar på parets komplicerade relation.

## Rollista (i urval)
- Sandra Hüller – Sandra
- Swann Arlaud – Vincent
- Milo Machado-Graner – Daniel
- Antoine Reinartz – advokaten
- Samuel Theis – Samuel
- Jehnny Beth – Marge
- Saadia Bentaieb – Nour